# Симультанизм
Симультанизм (фр. simultannisme, от фр. simultané) — совмещение в одном изображении разновременных или разнопространственных моментов. Термин имеет множество значений в истории культуры: философии, психологии, филологии, культурологии, истории и теории изобразительного искусства.
Симультанность — явление, характерное для всех форм древнего, архаического и примитивного искусства. Симультанным часто называют метод работы древнеегипетского скульптора, который не синтезирует в своем представлении, а последовательно «складывает», совмещает две проекции изображения на поверхности каменного блока: вид спереди (фас) и вид сбоку (профиль). Это создает характерную «блокообразность». Подобную статую надо рассматривать таким же образом: сначала спереди, затем сбоку, после чего целостный образ возникает в воображении зрителя. Следует оговорить, что в данном случае применение термина «симультанный» спорно. Точнее было бы использовать антоним «сукцессивный» (фр. successive — последовательный, поочередный), подобно тому, как этот термин применяют в архитектуре, подразумевая специфику восприятия архитектурной композиции в концептуальном пространстве-времени.
Изображения фигур человека в девнеегипетском искусстве, у которых плечевой пояс развёрнут в фас, а ноги и голова показаны в профиль, представляют собой канонический способ изображения движения на плоскости. Голова действительно показана в профиль, но при этом глаз изображен фронтально; такой же способ типичен для античной вазописи. Плечевой пояс, дабы избежать непластичных ракурсов, показан фронтально, но грудь на уровне грудных мышц и живот — снова в профиль, тазовый пояс — спереди, ноги — опять сбоку. Таким образом происходит суммирование зрительных впечатлений, возникающих в процессе мысленного обхода изображаемой фигуры (динамики зрительской позиции или объекта изображения, что в данном случае одно и то же), и возникновение, вопреки расхожим представлениям, образа не плоской, а объемной, движущейся в пространстве фигуры. Знаменитый «греческий профиль», в котором контур лба и носа составляет одну, почти прямую линию (такие изображения можно видеть на древнегреческих монетах и рельефах, в рисунках на вазах), не является результатом этнической особенности древних эллинов, а возник в результате мысленного суммирования фронтальной и профильной проекций на плоскость.
Аналогичные приемы складывались в истории искусства в различные эпохи и в регионах, не связанных друг с другом. Знаменитый французский этнолог, философ и культуролог К. Леви-Стросс, исследовавший произведения искусства Древнего Китая, индейцев Северной и Центральной Америки, аборигенов Новой Зеландии, приводит ряд удивительных примеров «симметрично развернутых изображений».
В стремлении дать на плоскости наиболее ясное, убедительное изображение древние художники и мастера народного творчества, сохранившегося до наших дней, совмещали разные проекции изображаемого объекта (спереди, сверху, сбоку и даже иногда изнутри), часто мысленно рассекая, к примеру, изображение животного вдоль продольной оси, разворачивая «половинки» на плоскости и укрупняя отдельные детали. Такие изображения современному зрителю кажутся фантастическими, иногда малопонятными, но древние мастера не видели в этом ничего необычного. Леви-Стросс замечал, что современные американские индейцы, утратившие представления о подобной изобразительной традиции, называют симультанные изображения (из совмещённых на плоскости двух профильных проекций) «встречей двух медведей», или «двух птиц», будто изображены не один, а два объекта.
Симультанным методом объясняются и многие другие на первый взгляд странные изображения. «Лицо» или глаза животного могут оказаться в любом месте, даже на хвосте или на крыльях. Таковы, к примеру, тотемные столбы американских индейцев, где расположение изобразительных элементов определяется не естественной связью, а формой ствола, уподобляемого «Мировому дереву», а также «рентгеновские рисунки», в которых форма показана одновременно снаружи и изнутри. Так, например, изображения коровы с телёнком или лошади с жеребёнком внутри, повторяющиеся в картинах М. Шагала, — не причуда модернизма, а следование традиции народного примитива.

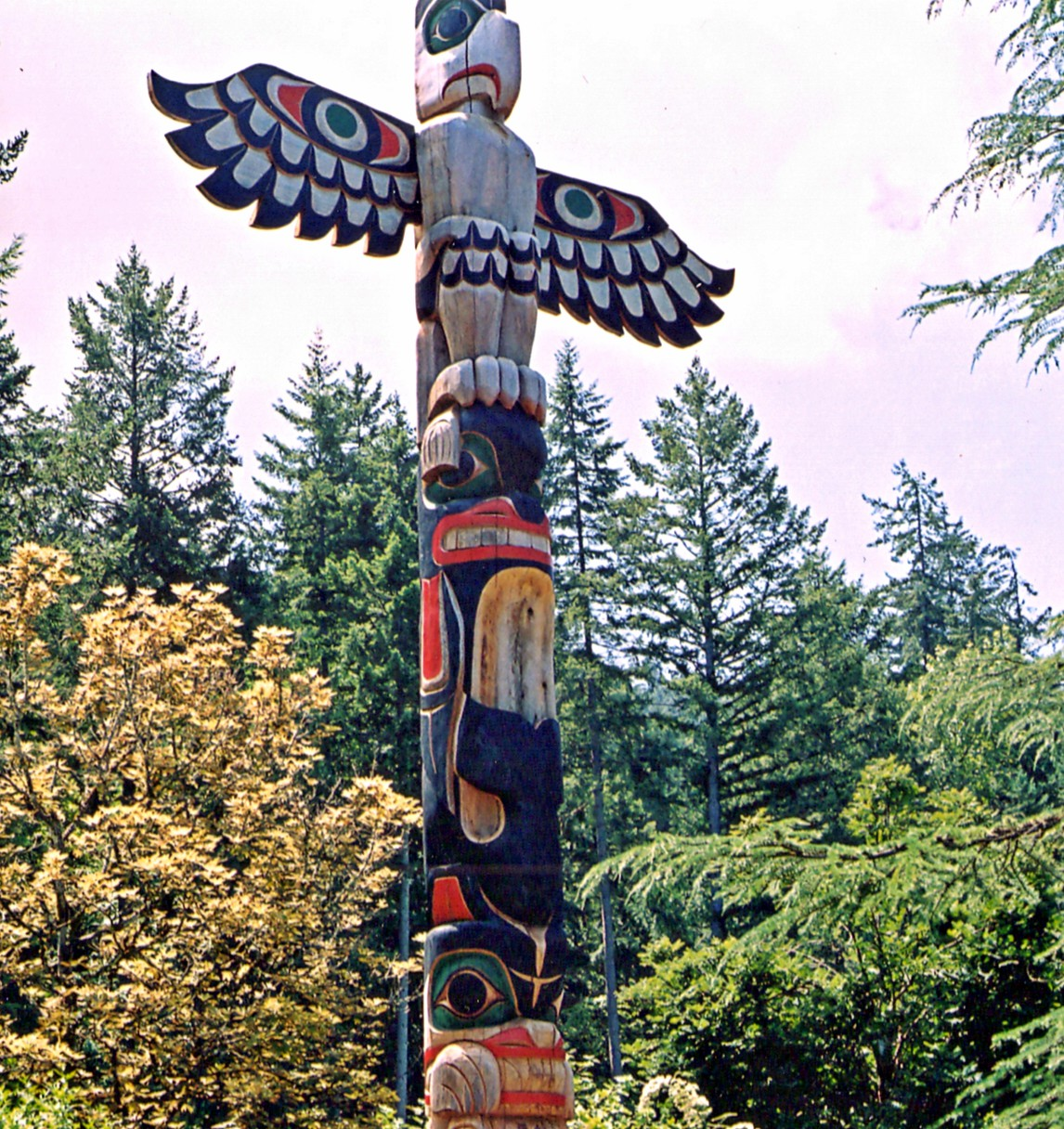
Тотемный столб. Британская Колумбия, Канада
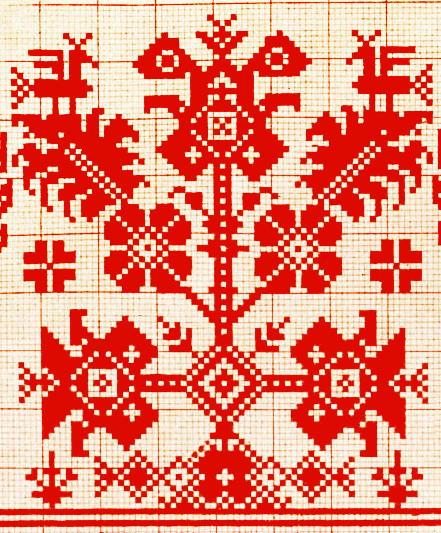
Птицы на дереве. Русская народная вышивка. Из альбома К. Далматова. 1889
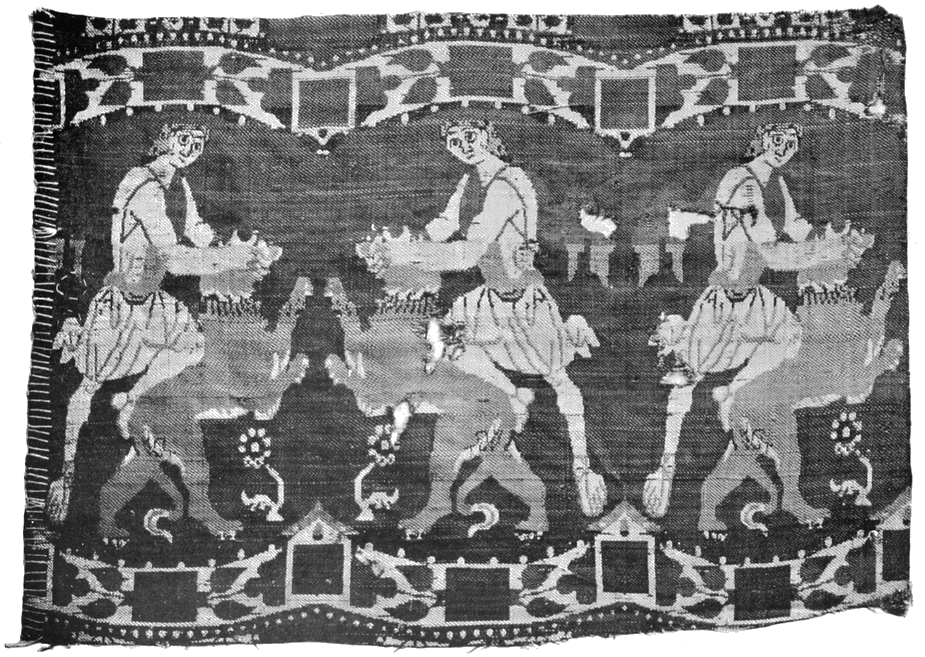
Поединок со львом святого Сампсона Странноприимца. Византия. VI-VII в. Шёлк, вышивка
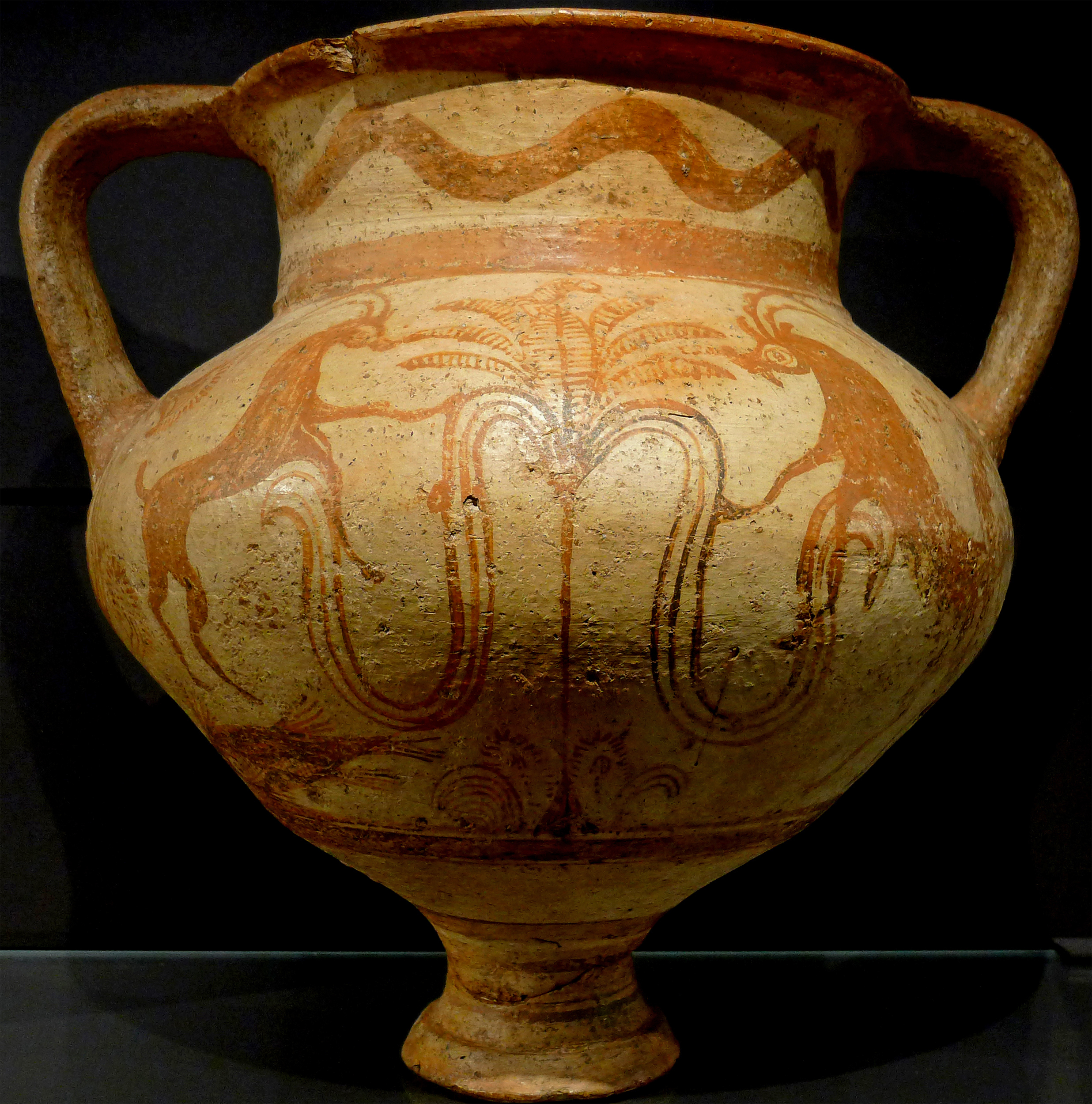
Античный «кратер с двумя козлами». Позднеминойский период. Ок. 1400–1200 гг. до н. э. Керамика. Лувр, Париж
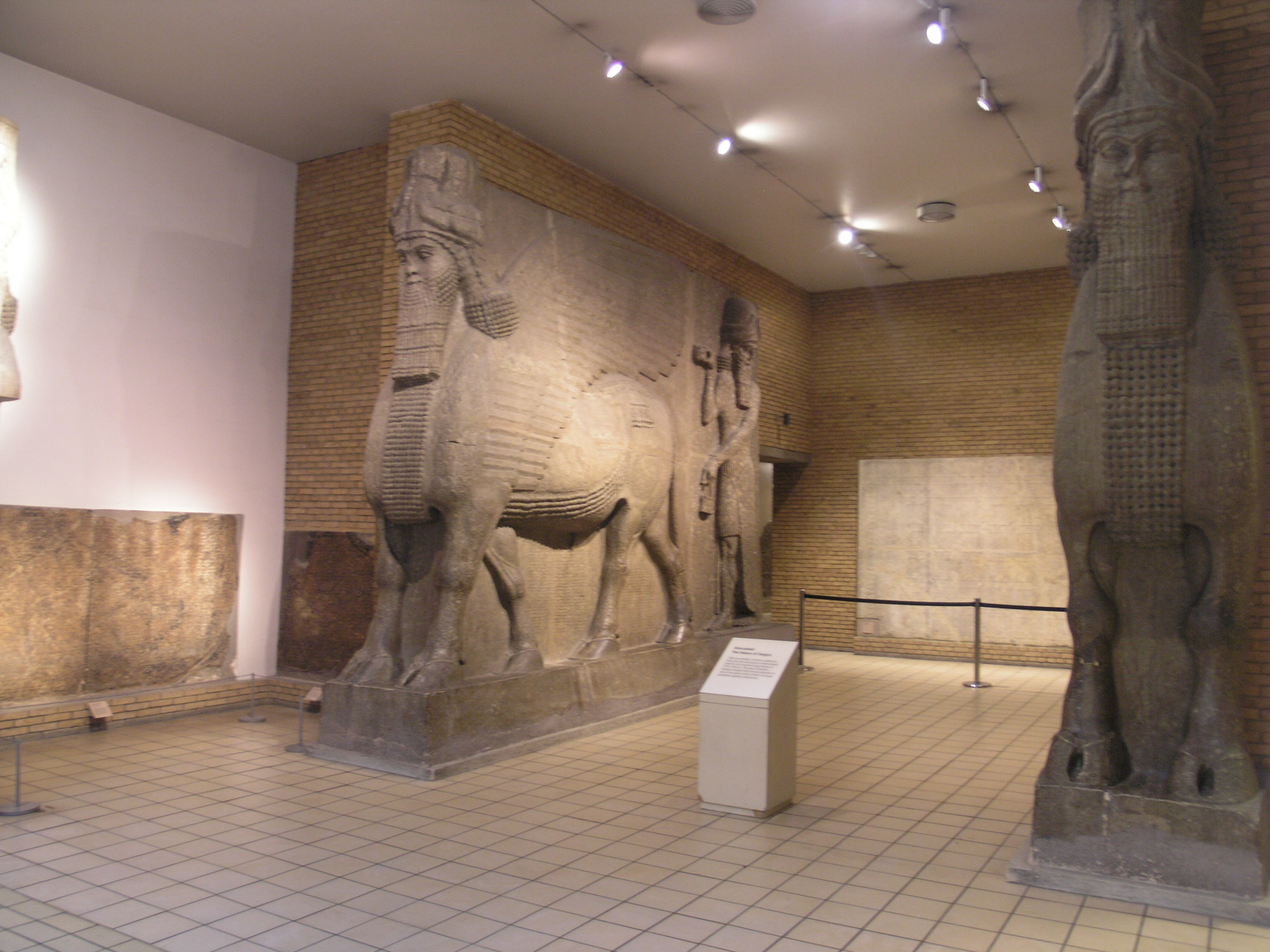
Крылатые быки Шеду из дворца Саргона II. Древняя Месопотамия. Британский музей, Лондон
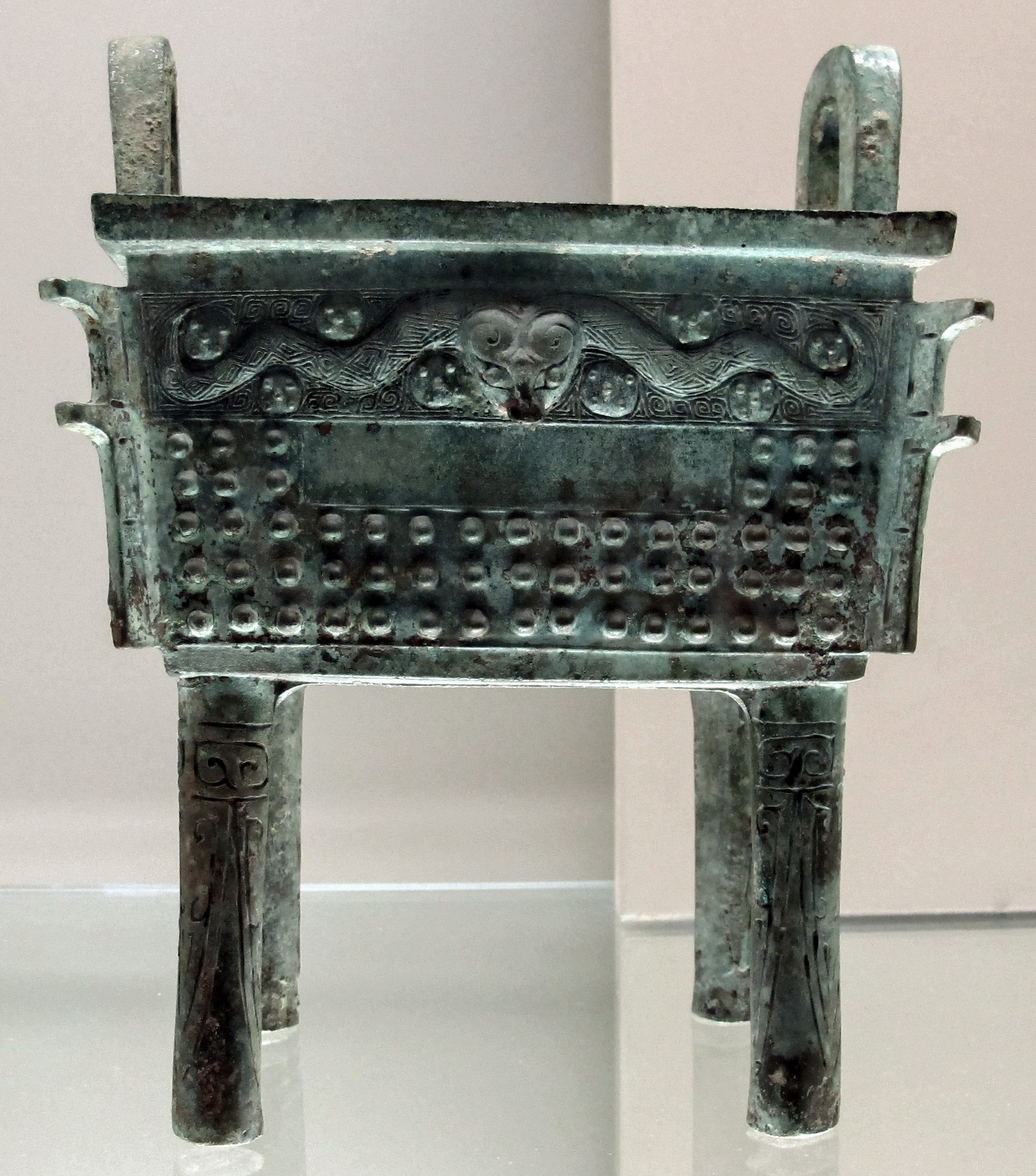
Ритуальный жертвенник с изображением змеи. Китай. Период Шан. 1150—1050 гг. до н. э. Бронза. Музей Чернуски, Париж

К билатеральным, то есть зеркально удвоенным, изображениям следует отнести распространенные в разных культурах рисунки двуглавых орлов. Однако в отличие от западноевропейских древнеамериканские орлы «разрезаются» не по спине, а как бы по груди; две половинки образуют двуглавое изображение (одна и та же голова показана одновременно справа и слева). Симультанный принцип позволяет органично связать объемную форму изображаемого предмета с форматом или характером криволинейной поверхности. На византийской шёлковой ткани VII в. изображён поединок со львом святого Сампсона Странноприимца; кажется, что герой изображён дважды, на самом деле это две симметрично расположенные проекции одной и той же фигуры, к тому же повторяющиеся в форме раппорта. Иное расположение входило бы в противоречие с принципом декорирования ткани.
На античном кратере из Лувра, как и на знаменитой «Вазе с осьминогом» из собрания Эрмитажа в Санкт-Петербурге, симметричное удвоение изображения позволяет оптимально связать роспись с формой сосуда, «бесконечная» поверхность которого представляет собой тело вращения.
Крылатые быки Шеду из дворца Саргона II в городе Дур-Шаррукине (ныне — Хорсабад в Ираке), имели магическую охранительную функцию. Они представляют собой классический образец симультанного изображения. Их пространственный образ складывается из двух последовательных проекций на массу каменного блока: спереди и сбоку. Пять ног крылатого чудовища создавали иллюзию движения, позволяя одновременно видеть его неподвижным анфас или идущим в профиль в зависимости от положения зрителя.
Ещё один пример симультанизма — так называемая двухвостая змея на бронзовом жертвеннике периода Шан из Китая. Вопреки ошибочным толкованиям, это существо не является мифическим чудовищем с одной головой и двумя телами, подобно Дзяо-дзе. Мастеру, как и в предыдущих случаях, требовалось совместить изображение змеи с прямоугольным форматом передней стенки жертвенника. Он изобразил голову фронтально, по оси симметрии, а второе туловище прибавил для равновесия композиции. И хотя такая методика отличается от «рассечений» в древнеамериканском искусстве, композиционный принцип идентичен.
Симультанизм характерен для изделий евразийского звериного стиля VII—IV в. до н. э. — изделий из бронзы, золота и дерева, стиля, родившегося в результате взаимовлияний многих этнических культур.

## Симультанизм в искусстве модернизма
В ином значении термин «симультанизм» использовали в искусстве начала XX века. Накануне Первой мировой войны во Франции появились «симультанная поэзия» и «симультанная живопись». Главная идея этого искусства, близкого течению футуризма, заключается в «воплощении жизненного потока вечного движения материи во всех её проявлениях: звуке, цвете, пространстве», оно подчёркивало динамизм, скорость, а также «перемены и беспокойство современной жизни».
В 1918 году в Париже вышел стихотворный сборник «лирических идеограмм» Гийома Аполлинера «Каллиграммы. Стихотворения мира и войны», отчасти предвосхищающий «автоматическое письмо» сюрреалистов. «Каллиграммы» (др.-греч. καλὸς — прекрасный, γράμμα — знак, буква, запись) — фигурные, или графические, стихи, в которых рисунок строк или выделенных в строках букв складывается в изображение какой-либо фигуры или предмета. Часть стихотворений в книге Аполлинера набрана таким образом, чтобы строки образовывали рисунок предметов, о которых говорится в тексте: домов, кораблей, косых потоков дождя, звёзд и облаков (подобными идеограммами увлекались ещё поэты поздней античности, александрийской школы).
В 1913 году Аполлинер написал идеографическое (др.-греч. ἰδέα — вид, понятие, образ, εἴδω — видеть) стихотворение «Окна» для каталога берлинской выставки картин французских художников-модернистов Робера Делоне и его жены Сони Делоне-Терк. В кругу французских поэтов и живописцев формировались идеи цветомузыкального искусства, синтеза живописи и поэзии, «автоматического рисования» под музыку, одновременного (симультанного) звучания стихов, музыки и демонстрации живописи. Эксперименты «каллиграмм» получили развитие в прикладной графике — искусстве плаката, афиши, буклетов и проектирования художественных выставок.
«Новая динамика» картин Робера и Сони Делоне отличалась от ранее известных опытов «взаимодействия искусств»: гезамткунстверка или Русских балетных сезонов в Париже. Она заключалась в сочетании абстрактных форм: кругов, спиралей, создающих эффект зрительного — пластического движения и окрашенных в семь основных цветов по системе дивизионизма Жоржa Сёра и Мишеля Эжена Шеврёля. Соня Делоне создавала необычные «цветовые сопровождения»: абстрактные акварели, на полях которых можно было читать рукописный текст парижских поэтов — Г. Аполлинера, Ж. Жакоба, Б. Сандрара, С. Малларме, А. Барзена. Робер Делоне считал свою живопись «движением цвета в свете» и называл её «синхромной» — игра слов: (др.-греч. σύνθεσις} — соединение, χρῶμα — цвет, краска), ассоциирующееся с (др.-греч. χρόνος} — время, движение).
В дальнейшем идеи «пластического движения цвета» получили воплощение в течении орфизма. Соня Делоне работала в музыкальном театре, создавала костюмы для балетных постановок С. П. Дягилева; Робер Делоне делал эскизы декораций. В 1920 году в Париже Соня Делоне открыла «Симультанное ателье», в котором изготавливали модели «симультанной одежды», разрабатывали рисунки тканей, изделия прикладного искусства, украшения в «симультанном стиле».

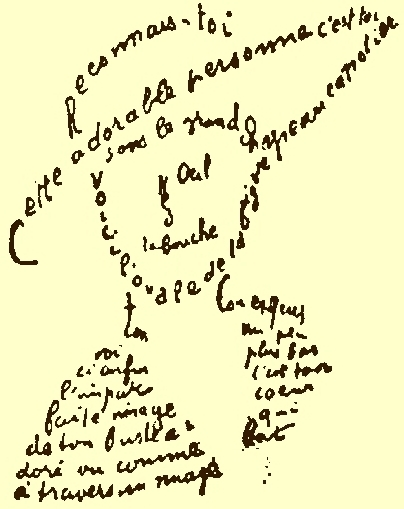
Каллиграмма Г. Аполлинера. 1915
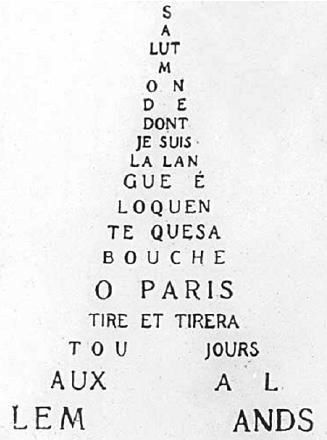
Каллиграмма Г. Аполлинера. 1918
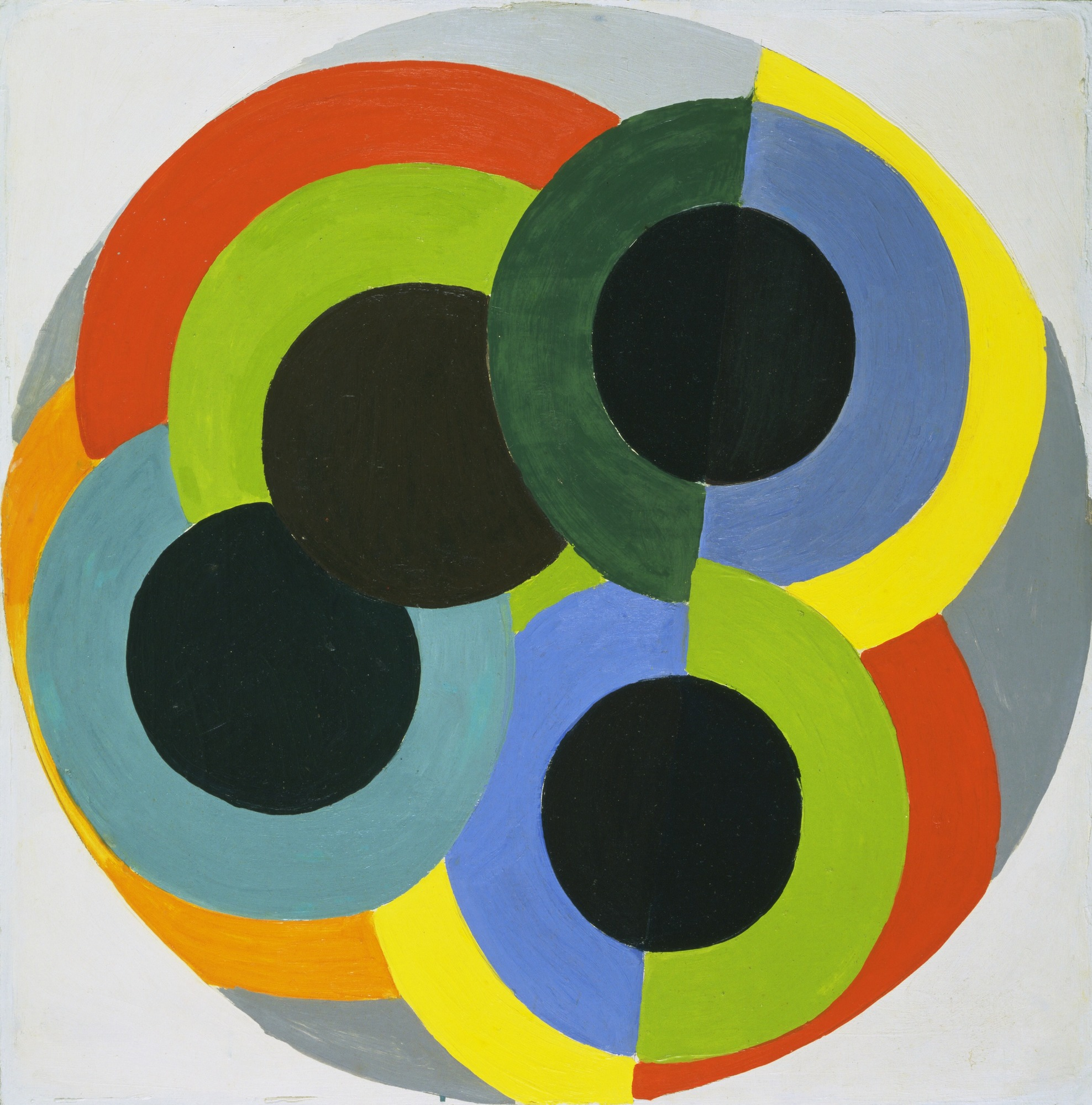
Р. Делоне. Диски. 1930-1933. Дерево, масло. Музей современного искусства, Нью-Йорк
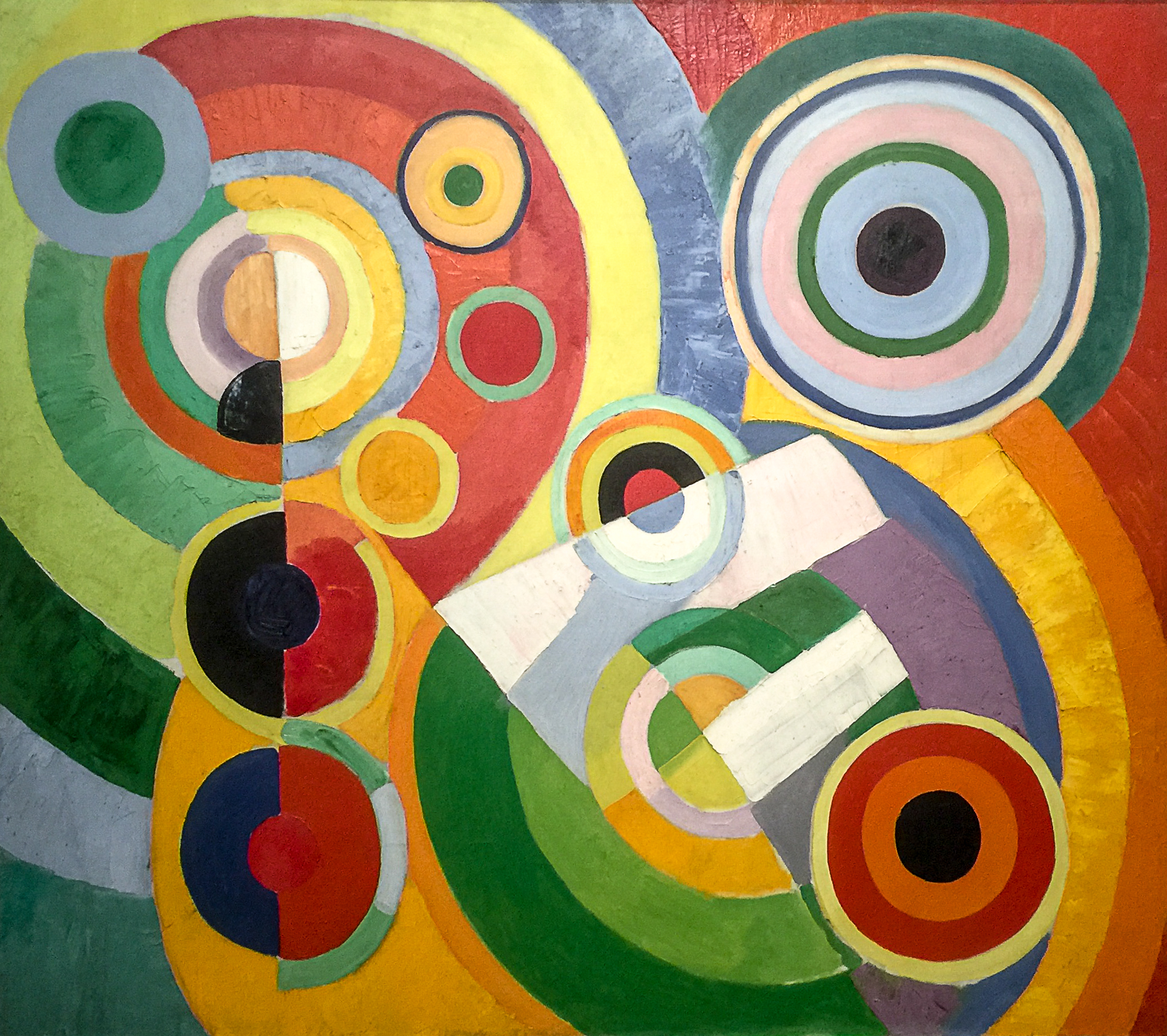
Р. Делоне. Бесконечные ритмы. Радость жизни. 1930. Национальный центр искусства и культуры им. Ж. Помпиду, Париж
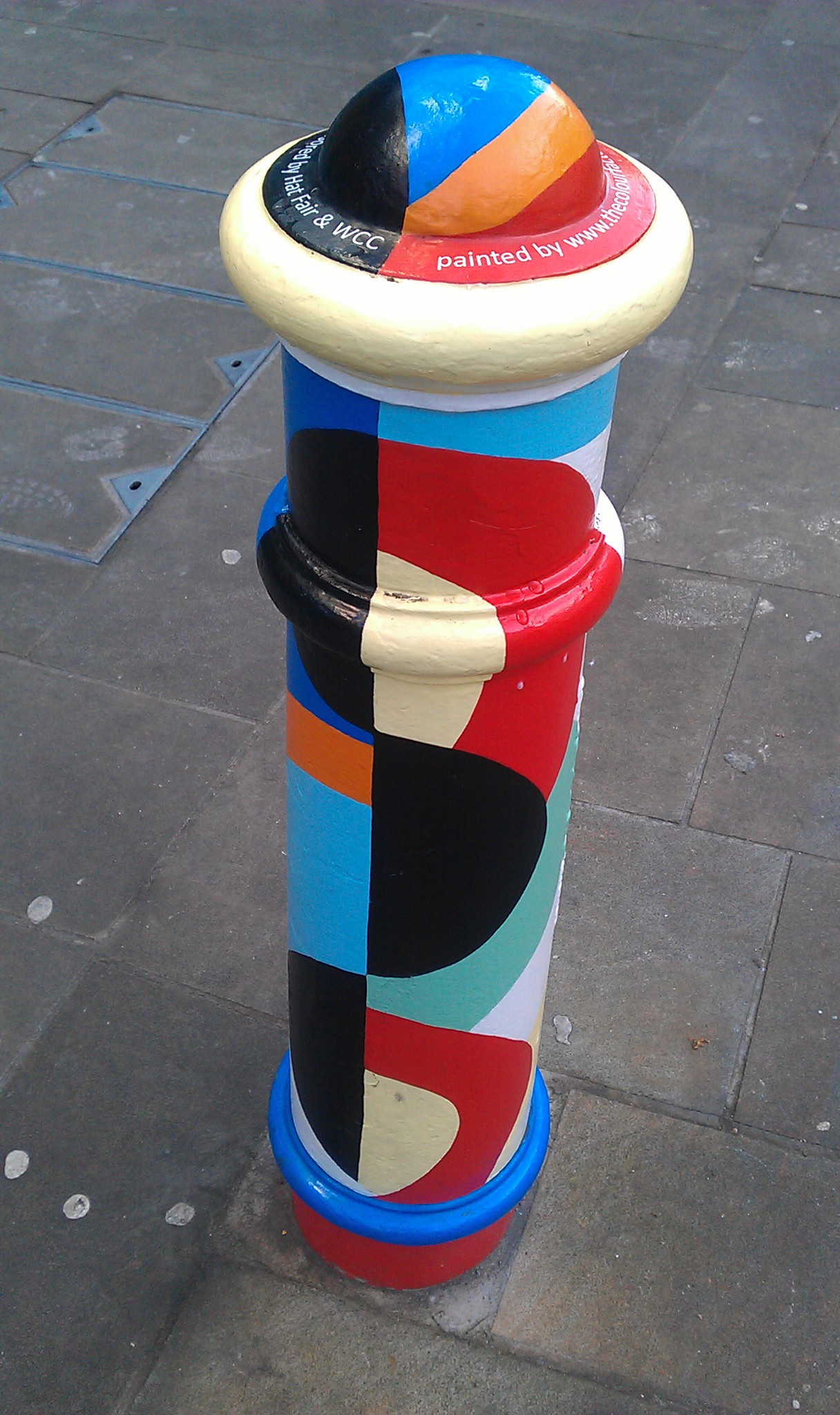
С. Делоне. Расписной столбик. Лондон